# 1770-1779
De jaren 1770-1779 (van de christelijke jaartelling) zijn een decennium in de 18e eeuw.

## Meerjarige gebeurtenissen

Stoommachine

### Industrie en technologie
- 1771 : Cromford Mill is de eerste door middel van water aangedreven katoenspinnerij, opgericht door Richard Arkwright.
- 1772 : Johann Beckmann gebruikt voor het eerst het woord technologie
- John Smeaton en James Watt brengen verbeteringen aan in de stoommachine van Newcomen.
- 1777-1779 : Iron Bridge. In het Engelse graafschap Shropshire wordt de eerste gietijzeren hangbrug ter wereld gebouwd.
- 1779 : Mule Jenny. Samuel Crompton bouwt een spinmachine, die beter is dan de Spinning Jenny en het Waterframe.

### Europa
- 1770 : Slag bij Çeşme. De Russische vloot brengt de Ottomaanse vloot tot zinken.
- 1771 : De Russen veroveren het Kanaat van de Krim.
- 1772 : Eerste Poolse Deling. Rusland, Oostenrijk en Pruisen verdelen onder elkaar het Pools-Litouwse Gemenebest.
- 1773-1774 : Poegatsjov-opstand. Opstand in Rusland van de Oeral-Kozakken onder leiding van Jemeljan Poegatsjov tegen Catharina de Grote.
- 1774 : Verdrag van Küçük Kaynarca maakt een eind aan de Russisch-Turkse Oorlog (1768-1774).
- 1775 : Wat nog over bleef van het Pools-Litouwse Gemenebest wordt bestuurd door de Rada Nieustająca, het eerste parlement ter wereld met uitvoerende macht.
- 1777 : Keurvorst Maximiliaan III Jozef van Beieren sterft kinderloos.
- 1778 :Beierse Successieoorlog. Oostenrijk eist een deel van het keurvorstendom op, Frederik II van Pruisen is het hier niet mee eens.
- 1779 : Verdrag van Teschen. Karel Theodoor van het Paltsgraafschap aan de Rijn verenigt de twee keurvorstendommen.

### Amerika

#### Noord-Amerika
- 1770 : Bloedbad van Boston. Het begin van het conflict tussen de Engelse kolonisten in Amerika en de regering van het moederland.
- 1773 : Boston Tea Party. De Britse Oost-Indische Compagnie heeft de monopolie over de theehandel.
- 1774 : Intolerable Acts. Verschillende oude voorrechten worden ingetrokken.
- 1775 : Het begin van de Amerikaanse Onafhankelijkheidsoorlog. De Amerikaanse rebellen, die geen uniformen dragen, een kokarde als ranginsigne. De kleur van de kokarde geeft de militaire rang van de drager aan.
- 1776 : Amerikaanse Onafhankelijkheidsverklaring van de Dertien koloniën wordt uitgesproken.
- 1777 : Slag bij Saratoga. Opnieuw verliezen de Britten
- 1778 : Frans-Amerikaanse alliantie. De Fransen steunen de revolutionairen.
- 1779 : Sullivan Expeditie. Generaal John Sullivan krijgt de opdracht van George Washington om het gebied van de Irokezen, die de Britten steunen, te plunderen.
- 1779 : Verdrag van Aranjuez. Na de Fransen steunt ook Spanje de revolutionairen.
- De Republiek der Zeven Verenigde Nederlanden biedt steun aan de Verenigde Staten door het verkopen van wapens op de Antillen aan Amerikaanse patriotten.

#### Latijns Amerika
- 1775 : In Koloniaal Brazilië worden de Staat Brazilië, de Staat Maranhão en Piaui en de Staat Grão-Pará en Rio Negro samengevoegd.
- 1776 : Het Onderkoninkrijk van de Río de la Plata wordt afgesplitst van het Onderkoninkrijk Peru.
- 1777 : Verdrag van San Ildefonso. Een aantal koloniale grensgeschillen tussen Spanje en Portugal worden opgelost.

### Oceanië
- 1770 : De Brit James Cook brengt New South Wales in kaart en meert aan in Botany Bay, ten zuiden van het huidige Sydney.
- 1772 : James vertrekt op zijn tweede reis en vaart voorbij de Zuidpoolcirkel.
- 1777 : Tijdens zijn derde reis meert hij aan, aan wat men vandaag de Cookeilanden noemt.
- 1779 : Na een conflict wordt James Cook op Hawaï vermoord.

### Afrika
- 1770 : James Bruce bevaart de Nijl. Hij wil de bronnen van de Nijl vanuit Egypte vinden.

### Azië
- 1772 : Nguyen Van Nhac en zijn broers komen in opstand tegen de Nguyen heersers in het zuiden van Vietnam. De opstand begint in de regio van de stad Quin Hon en breidt zich snel uit door de vele boeren die ontevreden zijn met het bewind. In drie jaar tijd hebben de opstandelingen Saigon veroverd waar de opstandelingen hun woede koelen op de Chinese handelaren. Er worden er meer dan 10.000 in koelen bloede vermoord.
- 1778-1802 : Tay Son-periode is een kortstondige periode in de geschiedenis van Vietnam.

### Wereldhandel en kolonies
- In het jaar 1770 wordt de theeboom 'teatree' genoemd door James Cook, die op zijn expeditie naar Australië de bladeren met de sterke geur ontdekt en die meeneemt naar Engeland. Daar maakt hij er thee van, vandaar de naam 'teatree', of theeboom in het Nederlands.
- 1770 : François Cornelis van Aerssen van Sommelsdijck verkoopt zijn aandelen in de Sociëteit van Suriname aan de stad Amsterdam voor 700.000 gulden.
- Het Cordon van Defensie, een verdedigingslinie in het noorden van Suriname, wordt aangelegd in de jaren 1770 – 1778 en is bedoeld om de plantages in het oosten van de kolonie Suriname te beschermen tegen overvallen door Marrons.

### Godsdienst
- 1773 : Dominus ac Redemptor. Paus Clemens XIV schaft de Jezuïetenorde af.

### Wetenschap
- De Zweedse apotheker Carl Wilhelm Scheele ontdekt de elementen zuurstof, stikstof, barium (1774), chloor (1774), mangaan (1774), molybdeen (1778) en wolfraam (1781).
- Het theorema van Bayes (ook regel van Bayes of stelling van Bayes) is een regel uit de kansrekening die de kans dat een bepaalde mogelijkheid ten grondslag ligt aan een gebeurtenis uitdrukt in de voorwaardelijke kansen op de gebeurtenis bij elk van de mogelijkheden. Het theorema is geformuleerd door Pierre-Simon Laplace, die vrij zeker inspiratie opdoet bij een postuum gepubliceerd artikel van Thomas Bayes.
- Joseph Priestley ontdekt dat een kaars die in een afgesloten hoeveelheid lucht brandt snel uitgaat, lang voordat alle was op is. Hij ontdekt verder dat een muis lucht op dezelfde wijze kan 'verwonden'. Ten slotte toont hij aan dat de 'verwonde' lucht hersteld kan worden door planten. In 1778 herhaalt Jan Ingenhousz de experimenten van Priestley en ontdekt dat de invloed van zonlicht een plant in staat stelt de muis te redden.
- Eise Eisinga bouwt tussen 1774 en 1780 het planetarium van Franeker.

## Medisch
- In de jaren 1770-72 worden Polen en Noord-Rusland geteisterd door de pest.
- 1778 - Friedrich Mesmer geneest enkele van zijn patiënten door autosuggestie en ontwikkelt de hypnose.

### Economie
- 1772 : Financiële crisis treft Europa.
- 1774 : Jacques Turgot wordt minister van financiën in Frankrijk. Hij is gekend voor zijn edicten en het afschaffen van de gilden.
- 1776 : Adam Smith publiceert The Wealth of Nations, een van de basissen van de klassieke economie.

### Stad en land
- Tussen 1773 en 1776 wordt het Bijlandsch Kanaal aangelegd, het begin van de kanalisatie van de Rijn.
- Droogmakerijen bij Bleiswijk en Schiebroek worden tot stand gebracht op initiatief van het gewest Holland, omdat ze voor particuliere ondernemers te duur en te riskant zijn.

### Kunst en cultuur
- Claude Nicolas Ledoux ontwerpt in Parijs veel herenhuizen in classicistische stijl. In 1771 wordt hij gevolmachtigde voor de zoutmijnen in de Franche-Comté en Lotharingen. Ledoux ontwikkelt tussen 1773 en 1779 elf monumentale gebouwen voor de Koninklijke zoutziederij van Arc-et-Senans.

mode
- Na 1772 wordt de cul de Paris voor de tweede maal modieus. Bij de robe à la Polonaise worden de billen opnieuw geaccentueerd. Daarna wordt de cul ook deel van de robe à l'Anglaise. Rond 1780 geraakt de cul weer uit de mode.

## Belangrijke personen

### Overleden
- 1774 : Koning Lodewijk XV van Frankrijk sterft aan de gevolgen van de pokken. Hij wordt opgevolgd door zijn kleinzoon Lodewijk XVI, die getrouwd is met Marie Antoinette van Oostenrijk, dochter van keizerin Maria Theresia.
- 1777 : Koning Jozef I van Portugal sterft, hij wordt opgevolgd door zijn dochter Maria I, die getrouwd is met zijn jongere broer Peter III.

<< · 1770 · 1771 · 1772 · 1773 · 1774 · 1775 · 1776 · 1777 · 1778 · 1779 · >>
<< · 1700-1709 · 1710-1719 · 1720-1729 · 1730-1739 · 1740-1749 · 1750-1759 · 1760-1769 · 1770-1779 · 1780-1789 · 1790-1799 · >>